# Ibrahim Gnanou
Ibrahim Gnanou (ur. 8 listopada 1986 w Wagadugu) – burkiński piłkarz grający na pozycji środkowego obrońcy.

## Kariera klubowa
Karierę piłkarską Gnanou rozpoczął w klubie ASFA Yennega ze stolicy kraju Wagadugu. W 2004 roku zadebiutował w jego barwach w burkińskiej ekstraklasie i grał w niej przez jeden sezon w barwach ASFA.
W połowie 2005 roku Gnanou podpisał kontrakt z mołdawskim Sheriffem Tyraspol. Przez pierwsze dwa sezony był rezerwowym zawodnikiem, ale w połowie 2007 roku stał się podstawowym zawodnikiem zespołu. W latach 2006–2008 trzykrotnie z rzędu wywalczył mistrzostwo Mołdawii. W latach 2006 i 2008 zdobył też Puchar Mołdawii.
W 2008 roku Burkińczyk został piłkarzem duńskiego FC Midtjylland. Nie przebił się jednak do podstawowego składu tej drużyny i przez cały rok rozegrał zaledwie jedno spotkanie w pierwszej lidze duńskiej. Na początku 2009 roku Gnanou trafił do Rosji i przeszedł do drugoligowej Ałaniji Władykaukaz. Następnie grał w Santos FC, CF Mounana i Rahimo FC.
| Sezon   | Klub                | Kraj         | Rozgrywki               | Mecze | Bramki |
| ------- | ------------------- | ------------ | ----------------------- | ----- | ------ |
| 2004/05 | ASFA Yennenga       | Burkina Faso | Superdivision           | ?     | ?      |
| 2005/06 | Sheriff Tyraspol    | Mołdawia     | Divizia Națională       | 26    | 3      |
| 2006/07 | Sheriff Tyraspol    | Mołdawia     | Divizia Națională       | 16    | 4      |
| 2007/08 | Sheriff Tyraspol    | Mołdawia     | Divizia Națională       | 11    | 4      |
| 2007/08 | FC Midtjylland      | Dania        | Superligaen             | 1     | 0      |
| 2008/09 | FC Midtjylland      | Dania        | Superligaen             | 0     | 0      |
| 2009    | Ałanija Władykaukaz | Rosja        | Pierwyj diwizion        | 33    | 4      |
| 2010    | Ałanija Władykaukaz | Rosja        | Priemjer-Liga           | 25    | 2      |
| 2011/12 | Ałanija Władykaukaz | Rosja        | Pierwyj diwizion        | 8     | 2      |
| 2013    | Santos FC           | Burkina Faso | Superdivision           | ?     | ?      |
| 2013/14 | CF Mounana          | Gabon        | Championnat National D1 | ?     | ?      |
| 2016/17 | Rahimo FC           | Burkina Faso | Superdivision           | ?     | ?      |

## Kariera reprezentacyjna
W reprezentacji Burkiny Faso Gnanou zadebiutował w 2004 roku. W 2010 roku został powołany do kadry na Puchar Narodów Afryki 2010.